# Kuhls skråpe
Kuhls skråpe (Calonectris diomedea) er en stormfugl. Den yngler på stejle skrænter i Middelhavet. I sensommeren opløses kolonierne og fuglene flyver mod vest og nordover så langt som til det sydlige Irland. De fleste kuhls skråper overvintrer i den sydlige del af Atlanterhavet, men nogle overvintrer også i den nordlige del.

## Nærtstående arter
Der findes to nærtstående arter, atlantisk skråpe (Calonectris borealis) og Kap Verde-skråpe (Calonectris edwardsii). De blev tidligere regnet som underarter til kuhls skråpe. Atlantisk skråpe har store ynglekolonier på øer i Atlanterhavet, særlig på Azorerne, hvor den med 500.000 par (80 % af verdensbestanden) er de talrigeste ynglefugle. Andre kolonier i Atlanterhavet findes på de De Kanariske Øer og på de portugisiske øer Madeira, Ilhas Desertas og Ilhas Selvagens. De nordligste ynglepladser for atlantisk skråpe ligger på øgruppen Berlengas udenfor Portugals kyst, syd for 40° nordlig bredde, hvor den yngler på klipper i Atlanterhavet. 

## Levevis
Kuhls skråpe graver en indtil to meter dyb redehule over klipperne, eller lægger sit eneste hvide æg (slutningen af maj) direkte på klipperne. Begge forældrefugle ruger på ægget i 55 dage. Ungen udklækkes i juli og tidobler sin vægt i løbet af en måned. Forældrefuglene fodrer kun ungen om natten for at beskytte den mod potentielle fjender. Ungfuglene er flyvefærdige i september, kort efter (i oktober) trækker forældrene til varmere områder. Parret bliver sammen hele livet. 
Som alle stormfugle ernærer de sig af mindre fisk, coleoidea og af affald.
Kuhls skråpens stemme kan man på grund af, at den om dagen overvejende opholder sig på havet, høre ved kysten i aftentimerne og om morgenen. Den klinger jamrende og skrigende.

## Kendetegn
Kuhls skråpe bliver indtil 50 cm lang og opnår en vingefang på 115 cm. Dens overside er blegt gråbrun, undersiden er helt hvid. håndsvingfjerene er skifergrå til sorte. Næbets farve er smudsiggul med en grå plet på spidsen. På vingens underside løber et blegt bånd fra albuen til håndleddet.

## Udbredelse
Kuhls skråpe yngler i Middelhavet på De Baleariske Øer samt Korsika, Sicilien og halvøen Peloponnes, og ved Det Ægæiske Hav og Adriaterhavets kyster. I Det Indiske Ocean findes der også ynglekolonier.